# Tetramethrin
Tetramethrin ist eine chemische Verbindung aus der Gruppe der Pyrethroide.

## Geschichte
Tetramethrin war das zweite kommerziell erhältliche Pyrethroid. Es wurde 1965 von Sumitomo Chemical als nicht-systemisches Kontakt-Insektizid eingeführt.
Tetramethrin war von 1977 bis 1981 in Deutschland als Insektizid zugelassen.

## Gewinnung und Darstellung
Tetramethrin kann aus 1-Cyclohexen-1,2-dicarboximid und Umsetzung mit Formaldehyd zum Halbaminal und anschließende Veresterung mit Chrysanthemoylchlorid dargestellt werden.
Unter dem Namen d-Tetramethrin wird ein Gemisch eingesetzt, das mit den (1R)-cis- und (1R)-trans-Isomeren angereichert ist.

## Verwendung
Tetramethrin wird überwiegend gegen Hygieneschädlinge im Innenbereich wie Fliegen, Mücken und Schaben verwendet.

## Zulassung
Die Verwendung des Wirkstoffs Tetramethrin in Pflanzenschutzmitteln ist in der Europäischen Union nicht erlaubt.
In Deutschland, Österreich und der Schweiz sind heute keine Pflanzenschutzmittel mit diesem Wirkstoff zugelassen. Bis im November 2005 war Tetramethrin in der Schweizer Pflanzenschutzmittelverordnung im Anhang 1 (Für die Verwendung in Pflanzenschutzmitteln zugelassene Wirkstoffe) enthalten. Betreffend der Notifizierung als Biozid, Produktart 18 (Insektizide, Akarizide und Produkte gegen andere Arthropoden), ist der Entscheid noch ausstehend.

## Abbau
Tetramethrin wird in der Umwelt rasch abgebaut. Die Photolyse-Halbwertszeit in der Luft durch eine Reaktion mit Ozon beträgt rund eine halbe Stunde. Die Hydrolyse-Halbwertszeit ist pH-abhängig und reicht von einigen Minuten zu drei Wochen.

## Handelsnamen
- Blattanex Fliegenspray, Blattanex Wespenschaum, Blattanex Wespen-Powerspray, Detia Garda Ungeziefer-Spray, Dr. Stähler Power Spray 4 M, Varena Insekten Spray